# Geophis sanniolus
Geophis sanniolus (карликова слимакоїдна змія) — вид змій родини полозових (Colubridae). Мешкає в Мексиці і Центральній Америці.

## Підвиди
Виділяють два підвиди:
- Geophis sanniolus neilli (Henderson, Hoevers & Wilson, 1977) — Беліз;
- Geophis sanniolus sanniolus (Cope, 1863) — півострів Юкатан.

## Поширення і екологія
Карликові слимакоїдні змії мешкають на півострові Юкатан на території мексиканських штатів Юкатан, Кампече і Кінтана-Роо, а також в Белізі і Гватемалі. Вони живуть в сухих і вологих тропічних лісах та в колючих заростях. Зустрічаються на висоті до 300 м над рівнем моря.